# Michaił Cariewski
Michaił Michajłowicz Cariewski (ros. Михаил Михайлович Царевский, ur. 19 marca 1898 w Łowiczu, zm. 29 lipca 1963) – radziecki generał major i funkcjonariusz służb specjalnych.

## Życiorys
Urodził się w rodzinie żołnierza. Skończył szkołę rzemieślniczą w Kałudze, a w 1915 wojskową szkołę felczerów w Moskwie, od 1915 służył w rosyjskiej armii. Był wojskowym felczerem kawalerii, uczestniczył w I wojnie światowej, w 1917 został członkiem partii bolszewickiej. Podczas wojny domowej w Rosji pracował w Czece w Tambowie i walczył na Froncie Wschodnim jako dowódca plutonu i szwadronu, był ranny, 1919-1920 walczył w wojskach Czeki na Froncie Południowym. Wówczas poznał Stalina walcząc pod Carycynem (obecnie Wołgograd). W 1922 został dowódcą specjalnego dywizjonu kawalerii Czeki, a później pomocnikiem dowódcy wojsk Czeki Moskiewskiego Okręgu Wojskowego, od 1924 pracował w instytucjach gospodarczych w Moskwie i Bałachnie, w 1930 został szefem budowy fabryki samochodów w Niżnym Tagile, jednocześnie od grudnia 1931 zarządzał miejscowym trustem budowlanym organizującym wszystkie budowy w Niżnym Tagile. Pod jego kierunkiem wdrożono tam nową metodę organizowania wielkoskalowych budów polegającą na wyposażaniu placów budowy w gotowy beton, zaprawę, armaturę i płyty szalunkowe ze scentralizowanych warsztatów i fabryk; metoda ta szybko rozprzestrzeniła się na wszystkie budowle w ZSRR. Od maja 1936 przez półtora roku kierował budową Wielkiego Centralnego Instytutu Aerohydrodynamicznego im. Żukowskiego w Moskwie, brał też udział w organizowaniu budowy Kanału Białomorsko-Bałtyckiego i Kanału Wołga-Moskwa, w 1937 skierowano go do pracy w NKWD jako zarządcę trustu budowlanego budującego zakład miedzi i niklu, podległego temu resortowi.
W styczniu 1940 został szefem budowy i Zarządu Poprawczych Obozów Pracy Kombinatu Siewieronikiel NKWD ZSRR, po ataku Niemiec na ZSRR w czerwcu 1941 został szefem Zarządu Budowy Fortyfikacji na Froncie Północnym, nadzorował działania inżynierów wojskowych na różnych odcinkach frontu. Od 19 marca 1942 do kwietnia 1943 był szefem budowy kombinatu metalurgicznego NKWD ZSRR w Aktiubińsku, po czym został szefem budowy i łagru w Niżnym Tagile, kierując tam budową kombinatu metalurgicznego i jednocześnie organizując plac budowy i zespół do budowy jednego z pierwszych zakładów atomowych, Zakładu nr 813 w Nowouralsku. 22 lutego 1943 otrzymał stopień generała majora służby inżynieryjno-technicznej, w 1946 został szefem zarządu budowy kombinatu nr 7 NKWD w Estońskiej SRR, a w 1947 szefem budowy i Zarządu Poprawczego Obozu Pracy NKWD nr 859 budowy kombinatu nr 817 w Czelabińsku-40 (obecnie Oziorsk); umieszczono w nim pierwszy w ZSRR przemysłowy reaktor atomowy, a także zakład radiochemiczny i laboratorium na jeziorze Sungul. Od lutego 1950 kierował budową kombinatu nr 815 będącego podziemnym zakładem górniczo-chemicznym do produkcji plutonu w mieście Krasnojarsk-26 (Żeleznogorsk), w sierpniu 1955 przeszedł do służby w Siłach Zbrojnych ZSRR, a w 1956 do pracy w Ministerstwie Średniego Przemysłu Maszynowego ZSRR, kierował budową centrum atomowego w mieście Dubna. W czerwcu 1962 zakończył pracę. Był honorowym obywatelem Oziorska. Zginął w wypadku samochodowym. Został pochowany na Cmentarzu Nowodziewiczym.

## Odznaczenia i nagrody
- Medal Sierp i Młot Bohatera Pracy Socjalistycznej (29 października 1949)
- Order Lenina (pięciokrotnie, 27 marca 1943, 26 kwietnia 1939, 16 maja 1945, 29 października 1949 i 11 września 1956)
- Order Czerwonego Sztandaru (dwukrotnie, 21 lutego 1942 i 30 kwietnia 1954)
- Order Czerwonego Sztandaru Pracy (dwukrotnie, w tym 21 kwietnia 1943)
- Order Czerwonej Gwiazdy (dwukrotnie, 20 stycznia 1944 i 30 stycznia 1951)
- Medal „Za zasługi bojowe” (15 stycznia 1945)
- Nagroda Stalinowska (1951)
- Odznaka Zasłużony Funkcjonariusz NKWD (1944)

I inne.

## Upamiętnienie
Jego imieniem nazwano ulice w Monczegorsku, Tomsku, Oziorsku, Żeleznogorsku, Siewiersku i szkołę średnią nr 93 w Żeleznogorsku.